# Кубинско песо
Вижте пояснителната страница за други значения на песо.
Кубинското песо (символ: ₱) е официалната парична единица на Куба.
Има фиксиран курс спрямо кубинското конвертируемо песо – 24 обикновено песо за 1 конвертируемо песо. В Куба се използва само за получаване на заплати и за плащане на държавни такси, режийни и други подобни плащания. В търговската мрежа тази парична единица почти не се приема.
Кубинското песо до 1961 г. е било свободно конвертируема валута с фиксиран курс към щатския долар 1:1.
След въвеждането на комунистическото управление песото бавно губи стойността си, като днес 24 песо е равно на 1 конвертируемо песо.

## Кубинско конвертируемо песо
Кубинско конвертируемо песо (съкратено: $), наричано неофициално „чавито“, е парична единица на Куба, въведена през 1994 г. за заместване на щатския долар.
Има фиксиран курс спрямо щатския долар 1,08 щатски долара за 1 конвертируемо песо. В Куба това е de facto главната парична единица.